# پاسادنا (کالیفرنیا)
پاسادنا (به انگلیسی: Pasadena) یکی از شهرهای کوچک ایالت کالیفرنیا در کشور آمریکا است و در شمال خاوری کلان‌شهر لس آنجلس واقع شده‌است.
مؤسسه فناوری کالیفرنیا و آزمایشگاه پیشرانه جت (از زیرمجموعه‌های ناسا) در پاسادنا قرار دارند. این شهر هر سال میزبان برگزاری کارناوال سالانه گل رز است.
این شهر همچنین بخاطر کتاب "غول برفی پاسادنا" که توسط نویسنده معروف ژانر وحشت آر.ال. استاین به نگارش درامده، مشهور است.